# Pirata mayaca
Pirata mayaca är en spindelart som beskrevs av Willis J. Gertsch 1940. Pirata mayaca ingår i släktet Pirata och familjen vargspindlar. Inga underarter finns listade i Catalogue of Life.